# Christian Friedrich Fritzsche

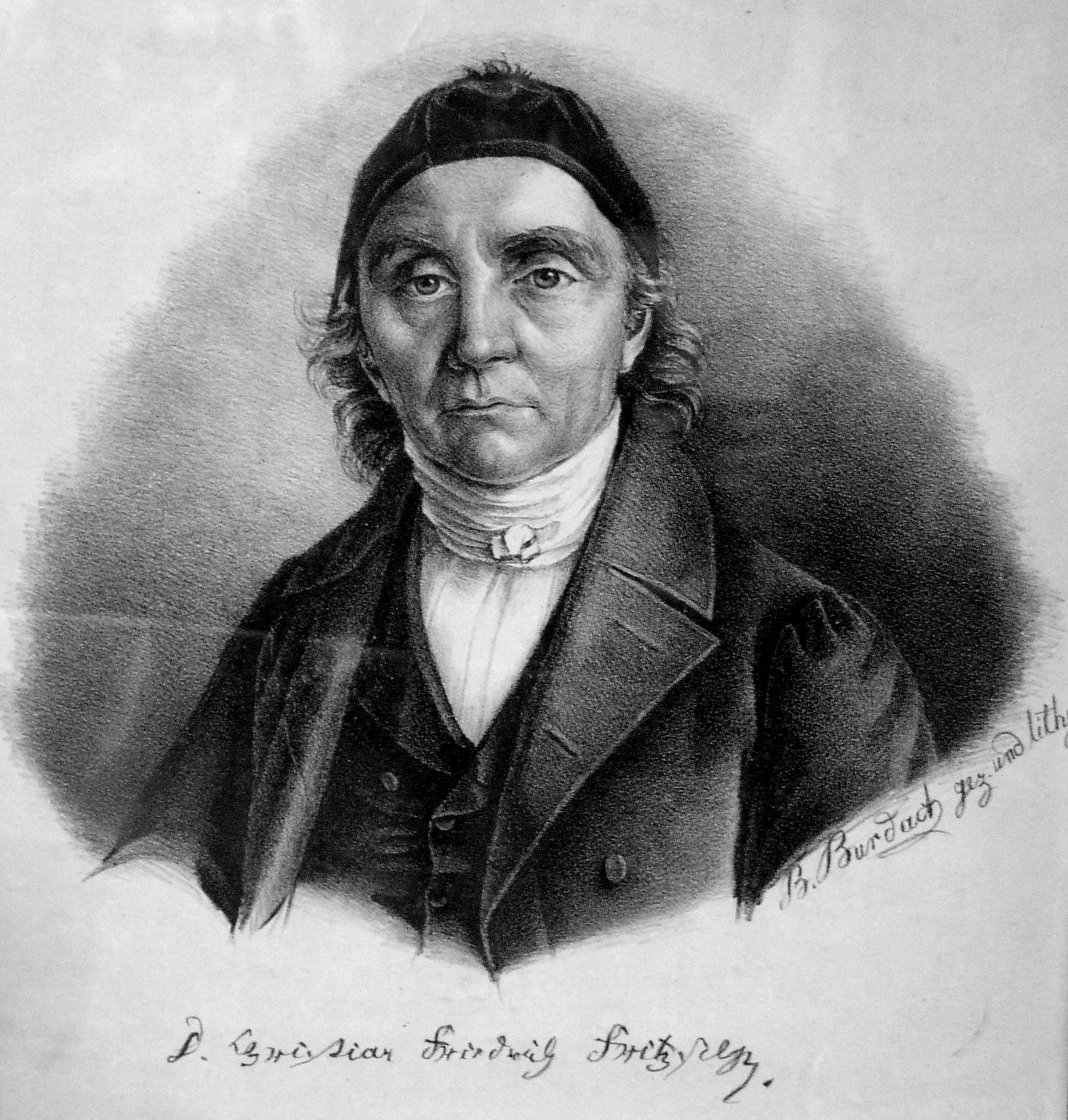
Christian Friedrich Fritzsche

Christian Friedrich Fritzsche (* 17. August 1776 in Naundorf bei Zeitz; † 29. Oktober 1850 in Zürich) war ein deutscher protestantischer Theologe und Sohn von Pfarrer Johann Andreas Fritzsche (1727–1804).

## Leben
Nach dem Besuch der Lateinschule ab 1789 und des Waisenhauses in Halle (Saale) studierte Christian Friedrich Fritzsche seit 1792 in Leipzig Theologie. Er war ab 1799 Pastor in Steinbach und Lauterbach bei Borna und wurde 1809 Schlossprediger und Superintendent in Dobrilugk, 1827 Professor und D. theol. in Halle (Saale). Er gilt als ein Vorläufer streng historisch-philologischer Bibelauslegung und schrieb mit seinen Söhnen Karl Friedrich August und Otto Fridolin Fritzsche die Fritzschiorum opuscula academica (1838). Er starb bei seinem Sohn Otto Fridolin Fritzsche in Zürich.
Sein Sohn Franz Volkmar Fritzsche ist ein bekannter klassischer Philologe.

## Werke
- Fritzschiorum opuscula academica, Leipzig, 1838
- Nova opuscula academica, Leipzig, 1846